# N. C. D. Priyadharshani
N. C. D. Priyadharshani (* 15. September 1979) ist eine ehemalige sri-lankische Leichtathletin, die sich auf den Weitsprung spezialisiert hat, aber auch im Sprint und im Dreisprung an den Start geht.

## Sportliche Laufbahn
Erste internationale Erfahrungen sammelte N. C. D. Priyadharshani im Jahr 2006, als sie bei den Südasienspielen im heimischen Colombo mit einer Weite von 5,94 m die Bronzemedaille hinter der Inderin Anju Bobby George und Foujia Huda aus Bangladesch gewann. Anschließend nahm sie erstmals an den Asienspielen in Doha teil und belegte dort mit 5,75 m auf den elften Platz. 2009 erreichte sie bei den Spielen der Lusophonie in Lissabon mit 5,96 m Rang vier und wurde anschließend bei den Asienmeisterschaften in Guangzhou mit einem Sprung auf 6,11 m Achte. Sie war auch Teil der sri-lankischen 4-mal-100-Meter-Staffel, mit der sie aber nicht das Ziel erreichte. 2010 siegte sie bei den Südasienspielen in Dhaka mit einer Weite von 6,20 m sowie in 46,33 s mit der Staffel und schied anschließend bei den Hallenweltmeisterschaften in Doha mit 6,06 m in der Qualifikation aus. Anfang Oktober belegte sie bei den Commonwealth Games in Neu-Delhi mit 6,19 m den achten Platz und bei den Asienspielen in Guangzhou erreichte sie mit 5,92 m Rang zwölf.
Bei den Militärweltspielen 2011 in Rio de Janeiro belegte sie mit einem Sprung auf 5,86 m den achten Platz im Weitsprung und wurde im Dreisprung mit 12,45 m Elfte. Zudem erreichte sie mit der Staffel in 45,58 s den fünften Platz. 2014 nahm sie erneut an den Spielen der Lusophonie in Goa teil und klassierte sich dort mit 5,46 m auf dem vierten Platz. Im Jahr darauf belegte sie bei den Militärweltspielen im südkoreanischen Mungyeong mit 5,91 m den neunten Platz im Weitsprung und schied im 100-Meter-Lauf mit 12,28 s in der ersten Runde aus. Zudem wurde sie mit der Staffel in 47,37 s Fünfte. Bei den Südasienspielen 2016 in Guwahati wurde sie in 12,07 s Vierte über 100 Meter sowie mit 5,79 m auch im Weitsprung und siegte mit der Staffel in 45,50 s. Kurz darauf erreichte sie bei den Hallenasienmeisterschaften in Doha mit 6,04 m Rang sieben und beendete daraufhin im Alter von 36 Jahren ihre Karriere als Leichtathletin.
In den Jahren 2005 und 2009 sowie 2012 und 2013 wurde Priyadharshani sri-lankische Meisterin im Weitsprung sowie 2003 und 20019 auch im Dreisprung. Zudem siegte sie 2015 im 100-Meter-Lauf.

## Persönliche Bestleistungen
- 100 Meter: 11,75 s (+0,8 m/s), 3. Dezember 2015 in Diyagama
- Weitsprung: 6,43 m (+1,2 m/s), 19. Dezember 2015 in Diyagama (sri-lankischer Rekord)
  - Weitsprung (Halle): 6,06 m, 13. März 2010 in Doha (sri-lankischer Rekord)
- Dreisprung: 12,68 m, 8. September 2011 in Diyagama